# Seladerma annulipes
Seladerma annulipes är en stekelart som först beskrevs av Walker 1833.  Seladerma annulipes ingår i släktet Seladerma och familjen puppglanssteklar. Inga underarter finns listade i Catalogue of Life.